# Indice dell'inflazione percepita
L'indice dell'inflazione percepita (IWI in tedesco o IPI in inglese), sviluppato da Hans Wolfgang Brachinger, è un indicatore statistico destinato a misurare l'inflazione percepita. Scopo dell'indice è la misura dell'inflazione soggettiva percepita da un'economia domestica rappresentativa durante i suoi acquisti quotidiani.
L'inflazione è considerata come un aumento significativo e continuo del livello generale dei prezzi ed è di regola misurata dall'indice dei prezzi al consumo. Ciononostante la messa in pratica del concetto d'inflazione si basa su un certo numero d'ipotesi la cui formulazione possiede un certo margine di manovra. La « vera » inflazione non esiste, la misura dell'inflazione essendo innanzitutto una costruzione statistica.
A seconda del punto di vista adottato dagli individui, i cambiamenti di prezzo e l'inflazione possono assumere significati diversi. Brachinger opera una distinzione tra la prospettiva adottata dal consumatore e quella adottata dall'acquirente. Secondo l'approccio comunemente adottato dai vari indici dei prezzi al consumo, il consumatore s'interessa innanzitutto al costo (prezzo) del suo paniere di beni e al rincaro di tale paniere. Più il costo di un bene specifico del paniere è elevato rispetto al costo complessivo del paniere, più tale bene è considerato importante. Ciò che invece realmente conta agli occhi dell'acquirente, è la frequenza con la quale un bene viene comprato e le variazioni di prezzo osservate. È dunque la frequenza con la quale un bene è acquistato, e non il suo costo all'interno del paniere dei beni, a giocare un ruolo centrale.
Per rappresentare il punto di vista dell'acquirente, Brachinger sviluppa una propria teoria dell'inflazione percepita. Lo scopo di tale teoria è rappresentare la percezione dei cambiamenti di prezzo basandosi sul comportamento decisionale. La sua teoria si basa dunque sui principi fondamentali della psicologia, in particolar modo sulla teoria del prospetto (in inglese: prospect theory) e sull'euristica della disponibilità di Kahneman e Tversky.
Basandosi sulla teoria dell'inflazione percepita, sulla teoria tradizionale degli indici dei prezzi e su considerazioni dovute alla statistica ufficiale, Brachinger ha sviluppato l'indice dell'inflazione percepita.

## La teoria dell'inflazione percepita e le sue ipotesi di base
La teoria dell'inflazione percepita di Brachinger si basa sulle ipotesi seguenti:
1. In una prima fase della percezione, ogni prezzo di un bene è paragonato con un prezzo di riferimento per il bene considerato e in seguito interpretato come guadagno o perdita. Le aumentazioni di prezzo sono quindi percepite come perdite et le diminuzioni di prezzo come guadagni.
2. I guadagni e le perdite sono valutate con una funzione valore {\displaystyle V} che attribuisce un valore più importante alle perdite che ai guadagni. Questa valutazione asimmetrica è conosciuta nella letteratura come avversione alla perdita(in inglese: loss aversion). Di conseguenza, gli aumenti di prezzo sono percepiti in maniera più forte rispetto alle diminuzioni.
3. Più l'acquirente è ripetutamente confrontato a degli aumenti di prezzo, più memorizzerà esempi di aumento dei prezzi, aumentando perciò la propria percezione di inflazione. Inversamente, le diminuzioni di prezzo di beni acquistati raramente o senza atto concreto di acquisto, come per esempio gli affitti, non influenzano minimamente l'inflazione percepita. La percezione è quindi direttamente determinata dalla frequenza con cui il soggetto è confrontato a dei cambiamenti di prezzo o dalla disponibilità di tali ricordi.

L'indice dell'inflazione percepita si basa su tale teoria dell'inflazione percepita e utilizza dati reali tenendo in considerazione le tre ipotesi enumerate qui sopra.

## L'indice dell'inflazione percepita

### Il concetto dell'indice
L'indice dell'inflazione percepita è basato su un indice dei prezzi di tipo Laspeyres, così come gli indici dei prezzi al consumo ufficiali. Partendo da un paniere di beni contenente {\displaystyle n} beni rappresentativi delle abitudini di consumo di un'economia domestica rappresentativa, si ottiene l'indice seguente:
{\displaystyle I_{gL}^{0,t}=\sum _{i=1}^{n}G_{i}\left({\frac {p_{i}^{t}}{p_{i}^{0}}}\right)\times g_{i}}
dove {\displaystyle p_{i}^{t}} e {\displaystyle p_{i}^{0}} rappresentano rispettivamente il prezzo del bene {\displaystyle i} nel periodo {\displaystyle t} e {\displaystyle 0}, {\displaystyle G_{i}} una trasformazione qualunque del quoziente dei prezzi del bene {\displaystyle i} e {\displaystyle g_{i}} una ponderazione qualunque del periodo di base (con {\displaystyle g_{i}\geq 0} e {\displaystyle \sum _{i}^{n}g_{i}=1}).
L'idea dell'indice dell'inflazione percepita è di scegliere la trasformazione e la ponderazione in modo tale da concordare con la teoria dell'inflazione percepita precedentemente descritta. Di conseguenza, l'indice dell'inflazione percepita può essere interpretato come caso speciale di un indice dei prezzi di tipo Laspeyres.

### Il prezzo di riferimento
In un primo tempo, conformemente alla prima ipotesi postulata, è necessario determinare ogni prezzo di riferimento che sarà utilizzato per classificare i prezzi dei beni in quanto guadagni o perdite.
Come prezzo di riferimento è appropriato scegliere un prezzo osservato in passato. Quest'ultimo può essere il prezzo del periodo di base dell'indice dei prezzi al consumo, un qualunque prezzo precedentemente osservato del bene considerato, oppure una media dei prezzi scelta in maniera appropriata. Per delle ragioni di compatibilità con l'indice dei prezzi al consumo, Brachinger raccomanda l'utilizzo del prezzo del periodo di base dell'indice dei prezzi al consumo {\displaystyle p_{i}^{0}} come prezzo di riferimento.
L'aumento del prezzo di un bene, ossia quando il prezzo di un bene nel periodo considerato {\displaystyle p_{i}^{t}} è superiore a quello del periodo di base {\displaystyle p_{i}^{0}}, sarà quindi considerato come una perdita. Inversamente, il prezzo di un bene sarà contabilizzato in quanto guadagno se inferiore a quello del periodo di base ({\displaystyle p_{i}^{t}} inferiore a {\displaystyle p_{i}^{0}}).

### La funzione valore
Dopo la codifica in guadagni o perdite, i prezzi dei beni sono valutati con una funzione valore (in inglese: value function). Si suppone che tale funzione valore sia indipendente dal bene considerato e dal suo livello di prezzo. La funzione valore è espressa tramite una trasformazione appropriata.
La formula di un indice di Laspeyres può essere rappresentata, così come la formula di un qualsiasi altro indice, sotto forma di funzione delle variazioni relative di prezzo:
{\displaystyle {\frac {p_{i}^{t}}{p_{i}^{0}}}={\frac {p_{i}^{t}-p_{i}^{0}}{p_{i}^{0}}}+1.}
Questo principio può essere applicato alla funzione di trasformazione in modo tale che rappresenti non più la relazione tra i prezzi ma bensì la percezione delle variazioni relative di prezzo.
Inoltre, se riteniamo valida la legge di Weber-Fechner nel caso della percezione dei prezzi, i rapporti di prezzo p_i^t/p_i^0 dipendono unicamente dalle variazioni di prezzo percepite, sono indipendenti dal livello dei prezzi e possono essere rappresentati come funzione lineare delle variazioni relative di prezzo. La legge di Weber-Fechner stipula, infatti, che una variazione relativa data di uno stimolo (in questo caso una variazione relativa di prezzo) provoca la medesima variazione assoluta di percezione e che delle variazioni assolute della percezione sono una funzione lineare delle variazioni relative dello stimolo. La legge di Weber-Fechner e l'equazione (2) permettono d'ottenere la funzione di trasformazione seguente:
{\displaystyle G_{i}\left({\frac {p_{i}^{t}}{p_{i}^{0}}}\right)=G_{i}\left({\frac {p_{i}^{t}-p_{i}^{0}}{p_{i}^{0}}}+1\right)=c\left({\frac {p_{i}^{t}-p_{i}^{0}}{p_{i}^{0}}}\right)+1}
In accordo con l'avversione alle perdite di Kahneman e Tversky, le perdite (aumenti di prezzo) sono ponderate in modo più importante rispetto ai guadagni (diminuzioni di prezzo). Ne segue che la funzione valore avrà una pendenza maggiore per gli aumenti di prezzo rispetto a quella delle diminuzioni di prezzo. In altri termini, le variazioni di prezzo positive sono moltiplicate da una costante {\displaystyle c} (definita come coefficiente d'avversione alla perdita) più importante che per le variazioni negative di prezzo. Se si norma il coefficiente d'avversione al rischio {\displaystyle c} a {\displaystyle 1} per le variazioni negative di prezzo, la trasformazione avrà la forma seguente:
{\displaystyle G_{i}\left({\frac {p_{i}^{t}}{p_{i}^{0}}}\right)=\left\{{\begin{array}{ll}{\frac {p_{i}^{t}}{p_{i}^{0}}}&{\mbox{für}}~p_{i}^{t}\leq p_{i}^{0}\\c\left({\frac {p_{i}^{t}-p_{i}^{0}}{p_{i}^{0}}}\right)+1&{\mbox{für}}~p_{i}^{t}>p_{i}^{0}.\end{array}}\right.}
In accordo con molteplici studi empirici sull'argomento, Brachinger propone di utilizzare il valore fornito da (2) come coefficiente d'avversione alle perdite.

### Le ponderazioni
Per specificare completamente la formula generale di un indice di Laspeyres, bisogna definire i pesi {\displaystyle g_{i}}. La terza e ultima ipotesi della teoria dell'inflazione percepita presentata qui sopra stabilisce che l'acquirente percepisce l'inflazione in maniera più o meno marcata se confrontato ripetutamente o meno a degli aumenti di prezzo. Si suppone che sia la frequenza d'acquisto di bene dato a determinare l'intensità della percezione di un aumento di prezzo. In vista della misura dell'inflazione percepita, è giudizioso scegliere come ponderazione {\displaystyle g_{i}} la frequenza relativa d'acquisto di un bene da parte di un acquirente medio durante il periodo di base.

### L'indice dell'inflazione percepita
L'indice dell'inflazione percepita è ottenuto inserendo nella formula generale di un indice di Laspeyres, per ogni bene {\displaystyle i}, la trasformazione {\displaystyle G_{i}} definita qui sopra e le frequenze relative di acquisto {\displaystyle f_{i}^{0}} del periodo di base al posto dei pesi {\displaystyle g_{i}}. L'indice dell'inflazione percepita può quindi essere scritto come segue:
{\displaystyle IIP(c)^{0,t}=\sum _{i:p_{i}^{t}>p_{i}^{0}}\left[c\left({\frac {p_{i}^{t}-p_{i}^{0}}{p_{i}^{0}}}\right)+1\right]f_{i}^{0}+\sum _{i:p_{i}^{t}\leq p_{i}^{0}}{\frac {p_{i}^{t}}{p_{i}^{0}}}f_{i}^{0}}
L'indice dell'inflazione percepita, contrariamente all'indice dei prezzi al consumo, riflette la prospettiva di un acquirente e non quella di un consumatore. Quantifica in che misura un'economia domestica rappresentativa è influenzata dall'inflazione nei suoi acquisti quotidiani.

### Misura dell'inflazione percepita in Germania

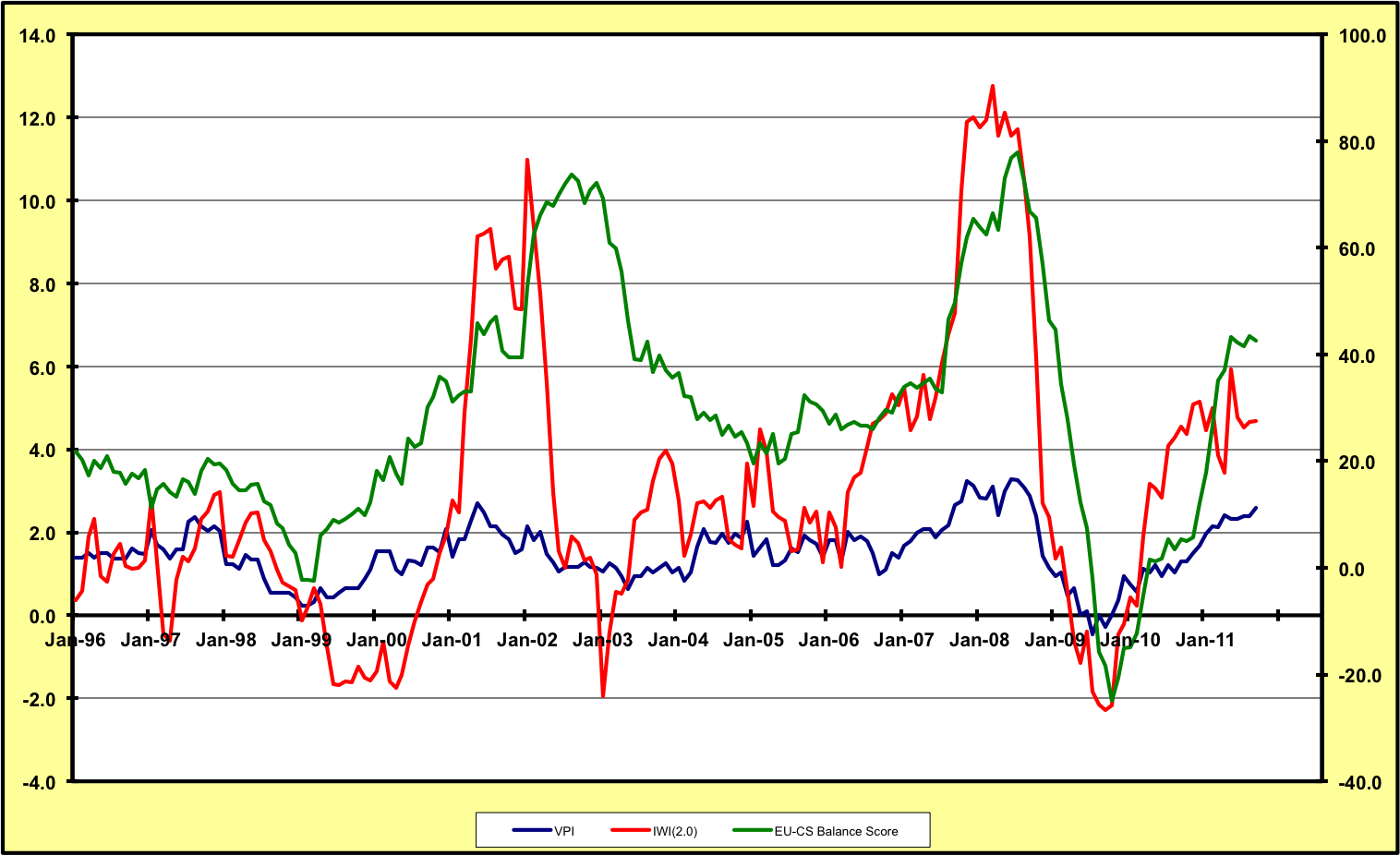
Inflazione percepita misurata grazie all'indice dell'inflazione percepita con un coefficiente d'avversione alle perdite uguale a 2 (IWI(2.0)), inflazione ufficiale (indice tedesco dei prezzi al consumo, VPI) e inflazione percepita misurata utilizzando il Balance Scores. Sources: CEStat Università di Friborgo Svizzera / Statistisches Bundesamt, Wiesbaden / Affaires économiques et financières de la Commission européenne.

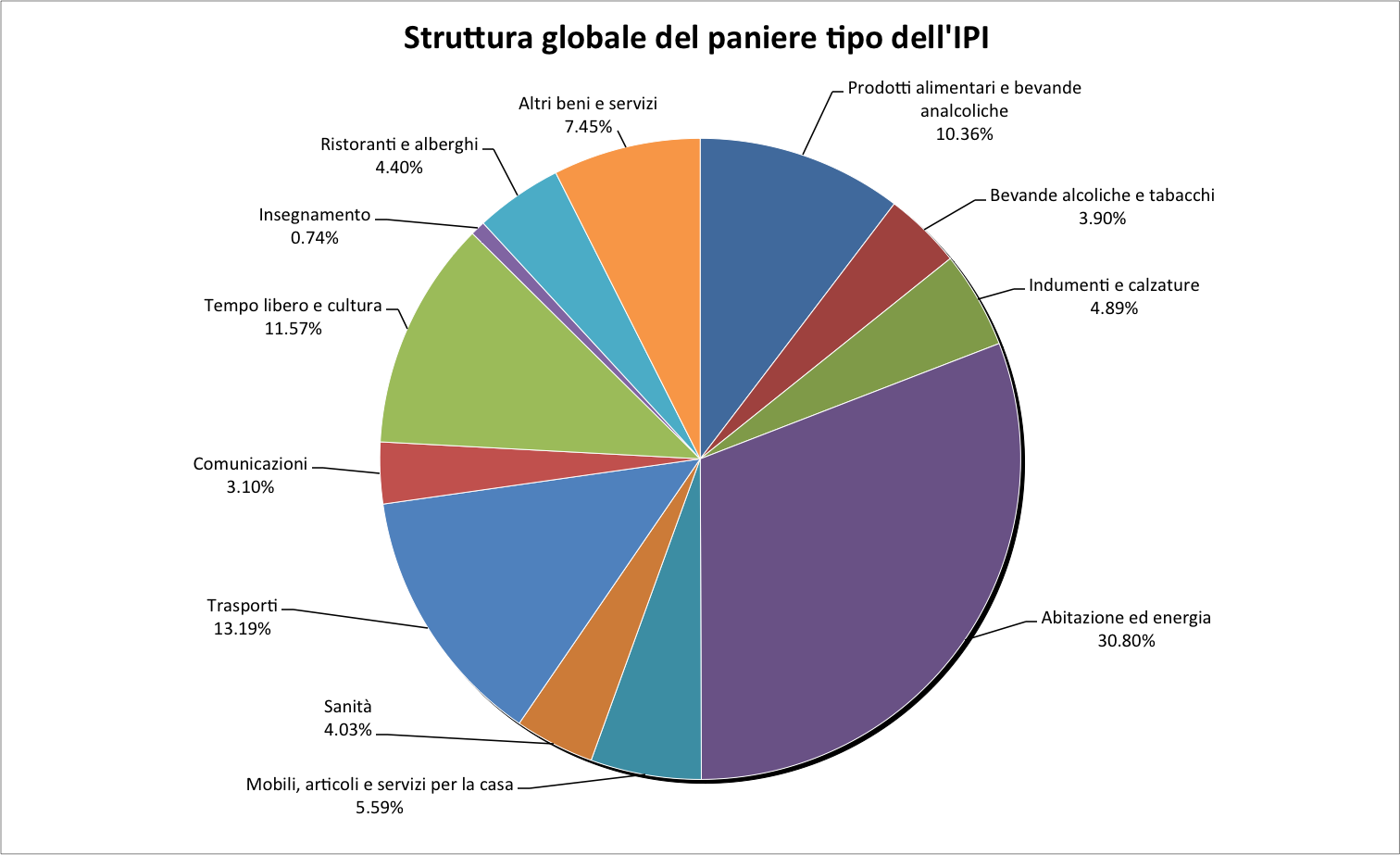
Struttura del paniere tipo dell'IPI per la Germania.
Fonte: CEStat Università di Friborgo Svizzera.

Hans Wolfgang Brachinger ha, in un progetto congiunto con l'ufficio tedesco di statistica (in tedesco: Statistisches Bundesamt), calcolato l'indice dell'inflazione percepita per la Germania. Lo scopo del progetto era in primo luogo quello di spiegare il fenomeno dell'«euro caro» verificatosi dopo l'introduzione della nuova valuta. In effetti, durante tale periodo, si è potuto osservare un disaccordo fra il tasso d'inflazione ufficiale e la percezione di una forte inflazione da parte della popolazione, percezione peraltro espressa nei sondaggi effettuati presso i consumatori.
Il grafico a fianco mostra l'evoluzione dell'inflazione in Germania misurata utilizzando l'indice dei prezzi al consumo (per la Germania: Verbraucherpreisindex – VPI), il risultato dell'inchiesta EU-CS Balance Score effettuata presso i consumatori, e l'indice dell'inflazione percepita con un coefficiente di avversione alle perdite uguale a 2, IWI(2.0). Il diagramma circolare mostra le ponderazioni dell'indice dell'inflazione percepita, i quali dipendono direttamente dalla frequenza di acquisto dei beni e servizi considerati.
L'indice dell'inflazione percepita IWI(2.0) ha permesso di dimostrare che i prezzi dei beni acquistati di frequente erano fortemente aumentati ancor prima dell'introduzione dell'euro. L'indice dell'inflazione percepita ha raggiunto un primo picco dell'11% nel gennaio 2002, esattamente nel momento in cui la nuova valuta veniva introdotta. Nel medesimo periodo, l'inflazione ufficiale (VPI) era solamente del 2.1%. Nei periodi successivi all'introduzione l'inflazione percepita è fortemente diminuita ed è restata relativamente bassa, aumentando poi nuovamente in modo brusco nel 2007 e 2008, dove ha raggiunto perfino il 12.8%. Attualmente l'inflazione percepita si trova nuovamente in una fase di crescita, raggiungendo il 5%, mentre l'inflazione ufficiale supera di poco il 2% · .
È interessante notare che l'indice dell'inflazione percepita ha avuto un'evoluzione simile a quella del Balance Score, il quale riflette i risultati di inchieste condotte presso i consumatori dell'unione europea. L'indice dell'inflazione percepita IIP è di conseguenza un buon indicatore per misurare la percezione che gli acquirenti hanno rispetto all'inflazione.